# Polygonum sarobiense
Polygonum sarobiense är en slideväxtart som beskrevs av K. H. Rechinger. Polygonum sarobiense ingår i släktet trampörter, och familjen slideväxter. Inga underarter finns listade i Catalogue of Life.